# Eriosoma lanuginosum
L'afide galligeno maggiore dell'olmo e lanigero del pero (Eriosoma lanuginosum Hartig, 1839) è un insetto fitomizo dell'ordine dei Rhynchota Homoptera Sternorrhyncha (superfamiglia Aphidoidea, famiglia Aphididae).

## Generalità
E. lanuginosum è un fitomizo di origine europea ed è diffuso in gran parte del mondo. In Italia è presente in tutte le regioni.
È una specie dioica con olociclo tra le chiome degli olmi  (Ulmus spp.), ospite primario e le radici del pero (Pyrus communis), ospite secondario.

## Descrizione
- Attera virginopora fondatrice (galligena su olmo).

Corpo di forma ovale e di colore brunastro con antenne di cinque articoli.
Dimensioni: 3,5 mm di lunghezza.
- Attera virginopora radicicola

Corpo di colore bruno chiaro o giallastro, rivestito di abbondante secrezione cerosa. 
Lunghezza circa 2 mm.
- Alata virginopora

Capo e torace neri e addome brunastro. Lunghezza circa 2 mm.

## Parti attaccate e danni
In primavera le fondatrici provocano, mediante punture sulla pagina inferiore delle foglie dell'olmo, la comparsa di voluminose galle verdastre o sfumate di rosso e ricoperte di fitta peluria, nell'interno delle quali si trova un liquido (cera polverulenta e un abbondante secreto acquoso) che era considerato come medicamentoso in medicina popolare.
Le galle prodotte da questa specie sugli olmi , per quanto vistose, non risultano dannose alla pianta mentre i danni causati dalle colonie che vivono sulle radici del pero possono essere notevoli soprattutto quelli dovuti agli individui analociclici nelle primavere che seguono inverni miti.
Le galle sull'olmo con il progredire della stagione anneriscono e divengono rigide, ma rimangono sulla pianta anche per due anni

## Ciclo biologico
L'afide sverna come uovo durevole nelle screpolature della corteccia dell'olmo. 
Da questo uovo d'inverno nasce in primavera la fondatrice, la quale provoca, mediante punture sulla pagina inferiore delle giovani foglie dell'olmo, la formazione di vistose galle (raggiungono anche il diametro di 10 cm) a forma di vescica con pareti spesse e increspate e di colore verde all'inizio che poi virano al giallo e al rosso con aspetto vellutato.
Entro queste galle vivono le fondatrici e le fondatrigenie. Queste ultime compiono due generazioni e possono essere in parte già alate migranti. Comunque, la migrazione avviene di solito in giugno e gli individui che fuoriescono dalle galle attraverso fessure delle pareti laterali, volano sui peri e scendono lungo i tronchi per portarsi fino alle radici sulle quali compiono 5-6 generazioni virginogenie attere.
In autunno le sessupare, alate e nerastre, fanno ritorno sulla corteccia degli olmi ove partoriscono le neanidi dei due sessi (anfigonici atteri). Questi ultimi, essendo sprovvisti di rostro, raggiungono la maturità senza nutrirsi e, in seguito all'accoppiamento, la femmina depone in ottobre un solo uovo durevole nelle anfrattuosità della corteccia. 
Una parte delle verginopore attere può rimanere sulle radici del pero senza effettuare il ritorno sull'ospite primario dando così origine ad un analociclo.

## Antagonisti
- Predatori: Adalia bipuncctata(L.) ed Scymnus spp. (Coleoptera: Coccinellidae); Pipizza spp. Pipizzella spp.(Diptera: Syrphidae); Chrysoperla carnea e Mallada prasina (Neuroptera: Chrysopa spp.).
- Parassitoidi: Praon lepelleyi (Wat.)  (Hymenoptera: Braconidae).

## Difesa
La lotta contro gli afidi galligeni non viene quasi mai effettuata per la scarsa entità dei danni che arrecano.
In caso di fortissime infestazioni delle radici del pero può essere effettuata il controllo mediante scalzatura ed applicazioni di oli minerali (leggeri) attivati.